# Европско првенство у атлетици на отвореном 1958 — скок увис за мушкарце
Такмичење у скоку увис у мушкој конкуренцији на 6. Европском првенству у атлетици 1958. одржано је 23. и 24. августа на Олимпијском стадиону у Стокхолму (Шведска).
Титулу освојену у Берну1954, није бранио Бент Нилсон из Шведске.

## Земље учеснице
Учествовало је 18 такмичара из 12 земаља. 
1. Западна Немачка (1)
2. Источна Немачка (1)
3. Југославија (1)
4. Пољска (2)
5. СССР (2)
6. Турска (1)
7. Уједињено Краљевство (2)
8. Финска (2)
9. Француска (1)
10. Чехословачка (2)
11. Швајцарска (1)
12. Шведска (2)

## Рекорди
| Рекорди пре почетка Европског првенства 1958.     | Рекорди пре почетка Европског првенства 1958. | Рекорди пре почетка Европског првенства 1958. | Рекорди пре почетка Европског првенства 1958. | Рекорди пре почетка Европског првенства 1958. | Рекорди пре почетка Европског првенства 1958. |
| ------------------------------------------------- | --------------------------------------------- | --------------------------------------------- | --------------------------------------------- | --------------------------------------------- | --------------------------------------------- |
| Светски рекорд                                    | Јуриј Степанов                                | Совјетски Савез                               | 2,16                                          | Лењинград, Совјетски Савез                    | 13. јул 1957.                                 |
| Европски рекорд                                   | Јуриј Степанов                                | Совјетски Савез                               | 2,16                                          | Лењинград, Совјетски Савез                    | 13. јул 1957.                                 |
| Рекорди европских првенстава                      | Бенгт Нилсон                                  | Шведска                                       | 2,02                                          | Берн, Швајцарска                              | 29. август 1954.                              |
| Рекорди после завршеног Европског првенства 1958. |                                               |                                               |                                               |                                               |                                               |
| Рекорди европских првенстава                      | Рикард Дал                                    | Шведска                                       | 2,12                                          | Стокхолм, Шведска                             | 24. август 1954.                              |

## Освајачи медаља
|                      |                             |                         |
| Рикард Дал · Шведска | Јиржи Лански · Чехословачка | Стиг Петерсон · Шведска |

## Сатница
| Датум            | Време | Ниво          |
| ---------------- | ----- | ------------- |
| 23. август 1958. | 9:00  | Квалификације |
| 24. август 1958. | 14:10 | Финале        |

## Резултати

### Квалификације
Квалификациона норма за улазак у финале била је 1,93 м (КВ) коју су прескочила 16 такмичара.
| Пласман | Атлетичар           | Земља                | Резултат | Белешке |
| ------- | ------------------- | -------------------- | -------- | ------- |
| 1.      | Владо Марјановић    | Југославија          | 1,93     | КВ, ЛР  |
| 2.      | Рикард Дал          | Шведска              | 1,93     | КВ      |
| 3.      | Осмо Ахонен         | Финска               | 1,93     | КВ      |
| 4.      | Јуриј Степанов      | СССР                 | 1,93     | КВ      |
| 5.      | Стиг Петерсон       | Шведска              | 1,93     | КВ      |
| 6.      | Џетин Сахинер       | Турска               | 1,93     | КВ      |
| 7.      | Збигњев Левандовски | Пољска               | 1,93     | КВ      |
| 8.      | Јиржи Лански        | Чехословачка         | 1,93     | КВ      |
| 9.      | Еро Салминен        | Финска               | 1,93     | КВ      |
| 10.     | Игор Кашкаров       | СССР                 | 1,93     | КВ      |
| 11.     | Тео Пул             | Западна Немачка      | 1,93     | КВ      |
| 12.     | Петр Елбоген        | Чехословачка         | 1,93     | КВ      |
| 13.     | Ерик Амиет          | Швајцарска           | 1,93     | КВ, ЛР  |
| 14.     | Крафорд Феирбрадер  | Уједињено Краљевство | 1,93     | КВ      |
| 15.     | Казимеж Фабриковски | Пољска               | 1,93     | КВ      |
| 16.     | Вернер Пфајл        | Источна Немачка      | 1,93     | КВ      |
| 17.     | Мишел Херман        | Француска            | 1,90     | ЛР      |
| 18.     | Гордон Милер        | Уједињено Краљевство | 1,85     | ЛРС     |

### Финале
Такмичење је одржано 24. августа 1958. године.
| Пласман | Атлетичар           | Држава               | Резултат | Белешке     |
| ------- | ------------------- | -------------------- | -------- | ----------- |
|         | Рикард Дал          | Шведска              | 2,12     | РЕП, НР, ЛР |
|         | Јиржи Лански        | Чехословачка         | 2,10     | =ЛР         |
|         | Стиг Петерсон       | Шведска              | 2,10     | ЛРС         |
| 4.      | Игор Кашкаров       | СССР                 | 2,06     | ЛРС         |
| 5.      | Тео Пул             | Западна Немачка      | 2,06     |             |
| 6.      | Јуриј Степанов      | СССР                 | 2,06     | ЛРС         |
| 7.      | Петр Елбоген        | Чехословачка         | 2,02     | ЛР          |
| 8.      | Еро Салминен        | Финска               | 1,99     | ЛР          |
| 9.      | Вернер Пфајл        | Источна Немачка      | 1,99     | ЛРС         |
| 10.     | Крафорд Феирбрадер  | Уједињено Краљевство | 1,99     | ЛРС         |
| 11.     | Џетин Сахинер       | Турска               | 1,99     | ЛР          |
| 12.     | Казимеж Фабриковски | Пољска               | 1,99     | ЛР          |
| 13.     | Збигњев Левандовски | Пољска               | 1,96     | ЛР          |
| 14.     | Осмо Ахонен         | Финска               | 1,96     | ЛР          |
| 15.     | Ерик Амиет          | Швајцарска           | 1,93     | =ЛР         |
| 16.     | Владо Марјановић    | Југославија          | 1,90     |             |

## Укупни биланс медаља у скоку увис за мушкарце после 6. Европског првенства на отвореном 1934—1958.
|    | Земља                |   |   |   |    |
| -- | -------------------- | - | - | - | -- |
| 1. | Шведска              | 4 | 1 | 1 | 6  |
| 2. | Финска               | 1 | 1 | 3 | 5  |
| 3. | Уједињено Краљевство | 1 | 1 | 0 | 2  |
| 4. | Чехословачка         | 0 | 2 | 1 | 3  |
| 5, | Норвешка             | 0 | 1 | 0 | 1  |
| 6. | Француска            | 0 | 0 | 1 | 1  |
|    | Укупно {6}           | 6 | 6 | 6 | 18 |

|    | Атлетичар     | Земља                |   |   |   |   |
| -- | ------------- | -------------------- | - | - | - | - |
| 1. | Калеви Коткас | Финска               | 1 | 1 | 0 | 2 |
| 1. | Алан Патерсон | Уједињено Краљевство | 1 | 1 | 0 | 2 |
| 3. | Јиржи Лански  | Чехословачка         | 0 | 2 | 0 | 2 |